# أندرو باريش
أندرو باريش (بالإنجليزية: Andrew Parrish)‏ هو لاعب كرة قدم أمريكي في مركز الدفاع، ولد في 6 مارس 1976 في وورثينغتون في الولايات المتحدة. لعب مع نادي دالاس.

## وصلات خارجية
- أندرو باريش على موقع الدوري الأمريكي (الإنجليزية)
- أندرو باريش على موقع قاعدة بيانات كرة القدم.إي يو (الإنجليزية)